# Val di Chy
Val di Chy är en kommun i storstadsregionen Turin, innan 2015 provinsen Turin, i regionen Piemonte, Italien. Kommunen bildades den 1 januari 2019 när kommunerna Alice Superiore, Lugnacco och Pecco slogs samman. Val di Chy hade 1 296 invånare (2017). Centralort är Pecco.